# Hypnotize (singolo System of a Down)
Hypnotize è un singolo del gruppo musicale statunitense System of a Down, pubblicato l'11 ottobre 2005 come primo estratto dall'omonimo album.

## Descrizione
Quarta traccia del disco, il brano è cantato sia da Serj Tankian che da Daron Malakian ed eseguono rispettivamente le parti basse ed alte.
Il testo esordisce con un riferimento alla protesta di piazza Tienanmen del 1989. Alcune persone chiedono: «Perché non chiedete ai ragazzi di Piazza Tienanmen se era la moda la ragione per cui erano là?» e affermano: «La televisione te l'ha fatto credere».

## Video musicale
Il video propone immagini del concerto del gruppo alla Van Andel Arena di Grand Rapids (Michigan), del 2005. All'inizio e alla fine del filmato viene mostrato un elicottero che spruzza vernice rossa sulla città.

## Tracce
Testi di Daron Malakian e Serj Tankian, musiche di Daron Malakian, eccetto dove indicato.
CD promozionale (Europa, Stati Uniti)
1. Hypnotize – 3:09

Download digitale (Austria, Brasile, Messico, Stati Uniti)
1. Hypnotize – 3:12

CD singolo – parte 1 (Europa), download digitale (Canada, Germania)
1. Hypnotize (Album Version) – 3:09
2. Science (Live from the Hurricane Festival - Explicit) – 2:48 (testo: Serj Tankian)

CD singolo – parte 2 (Europa)
1. Hypnotize (Album Version) – 3:09
2. Mr. Jack (Live from the Hurricane Festival - Explicit) – 7:14 (Serj Tankian, Daron Malakian)
3. War? (Live from the Hurricane Festival - Explicit) – 3:58 (testo: Serj Tankian)

7" (Europa)
- Lato A

1. Hypnotize (Album Version) – 3:09

- Lato B

1. Forest (Live from the Hurricane Festival - Explicit) – 4:05 (testo: Serj Tankian)

## Formazione
Hanno partecipato alle registrazioni, secondo le note di copertina di Hypnotize:
Gruppo
- Daron Malakian – voce, chitarra, basso,[4] tastiera[4]
- Serj Tankian – voce, tastiera, arrangiamento strumenti ad arco
- Shavo Odadjian – basso
- John Dolmayan – batteria

Altri musicisti
- Mark Mann – arrangiamento strumenti ad arco

Produzione
- Rick Rubin – produzione
- Daron Malakian – produzione
- Andy Wallace – missaggio
- David Schiffman – ingegneria del suono
- Jason Lader – montaggio
- Dana Nielsen – montaggio
- Phillip Broussard – assistenza tecnica
- Vartan Malakian – artwork
- System of a Down – design
- Brandy Flower – design
- Vlado Meller – mastering

## Classifiche
| Classifica (2005)             | Posizione massima |
| ----------------------------- | ----------------- |
| Finlandia                     | 4                 |
| Germania                      | 83                |
| Italia                        | 44                |
| Paesi Bassi                   | 31                |
| Regno Unito                   | 48                |
| Stati Uniti                   | 57                |
| Stati Uniti (alternative)     | 1                 |
| Stati Uniti (mainstream rock) | 5                 |

## Date di pubblicazione
| Paese       | Data di pubblicazione | Formati           | Note |
| ----------- | --------------------- | ----------------- | ---- |
| Canada      | 11 ottobre 2005       | Download digitale |      |
| Stati Uniti | 11 ottobre 2005       | Download digitale |      |
| Airplay     | 11 ottobre 2005       | [ 8 ]             |      |
| Europa      | 14 novembre 2005      | CD                |      |
| Europa      | 14 novembre 2005      | 7"                |      |